# Hans Peter Müller-Angstenberger
Hans Peter Müller-Angstenberger (* 22. Juli 1972 als Hans Peter Müller) ist ein deutscher Volleyball-Trainer.

## Karriere
Müller-Angstenberger spielte zunächst beim SV Wurmlingen Fußball. 1982 begann er seine Volleyball-Karriere beim TV Rottenburg. Dort stand er bis 1998 als Zuspieler auf dem Feld und kam bis in die Landesliga. 2002 trainierte er die erste Mannschaft des Vereins erstmals in der Regionalliga. Bereits in seiner ersten Saison gelang der Aufstieg in die zweite Liga. 2006 erreichte die Mannschaft erstmals die Bundesliga und kehrte nach dem Abstieg sofort zurück. Müller-Angstenberger wurde als sehr emotional auftretender Trainer bekannt. Er führte Rottenburg 2009 in den Europapokal und erreichte in der Bundesliga 2010, 2011, 2013 sowie 2014 jeweils Platz fünf. 2019 trat Müller-Angstenberger als Trainer in Rottenburg zurück.
Abseits des Sports studierte Müller-Angstenberger Theologie. Anschließend arbeitete er als Lehrer für katholische Religion und Deutsch am Eugen-Bolz-Gymnasium Rottenburg. Wegen seiner Tätigkeit als Trainer reduzierte er dieses Engagement später. Das Gymnasium ist allerdings eng mit dem Volleyballverein verbunden. Müller-Angstenberger nutzt seinen religiösen Hintergrund im Training, um mentale Stärke zu vermitteln.